# Guerrero, Hidalgo
Guerrero är en ort i Mexiko.   Den ligger i kommunen Santiago de Anaya och delstaten Hidalgo, i den sydöstra delen av landet, 100 km norr om huvudstaden Mexico City. Guerrero ligger 1 955 meter över havet och antalet invånare är 727.
Terrängen runt Guerrero är kuperad åt nordväst, men åt sydost är den platt. Runt Guerrero är det ganska tätbefolkat, med 129 invånare per kvadratkilometer. Närmaste större samhälle är Santiago de Anaya, 4,8 km öster om Guerrero. Trakten runt Guerrero består i huvudsak av gräsmarker.